# 長田銈太郎
長田 銈太郎（おさだ けいたろう、嘉永2年7月27日（1849年9月13日） - 明治22年（1889年）3月31日）は、幕末期の幕臣、明治期の外交官・官僚。幕末期に江戸幕府の通訳を務め、開成所（東京大学の源流）の頭取に就任した。明治維新後は新政府に招かれて外交官となり、フランス・ロシアに赴任。帰国後は宮内省に移り、宮内権大書記官兼太政官権大書記官、式部官を務め、明治天皇の通訳を担当した。満39歳没。改名前の名前は、銈之助。

## 生涯
徳川家の直参旗本・長田氏宗家の長男として駿河国に生まれる。7歳のころ江戸に上り、幕府の講武所で剣術を習う。1861年（文久元年）、幕府の蕃書調所（開成所の前身）でフランス語の伝習が開始されると父の勧めでフランス語を学ぶ。1863年（文久3年）に開成所のフランス語助教となり、のちに教授となる。開成所では物産学を学ぶ。
秀才の誉れ高く、フランスと接近する幕府の通弁として、16歳で駐日フランス全権公使レオン・ロッシュの通訳を務めた。1865年（慶応元年）、ロッシュの関西地方視察旅行に通訳として随行した際に、伊藤博文・山縣有朋・木戸孝允らの知るところとなる。
1866年（慶応2年）、幕府が横浜に開校した横浜仏語伝習所に入学し、のちに卒業。1867年（慶応3年）、幕府の大番格・歩兵指図役頭取となる。幕府が瓦解する直前の1868年（慶応4年）には、20歳に満たない若さで開成所の頭取に就任し、開成所の新政府への引き渡しに携わった。
明治維新後は、駿府に移封された徳川氏とともに静岡に移住し、駿河府中藩（移封された徳川将軍家のために立てられた藩）が開設した静岡学問所のフランス語教授筆頭格となった。この静岡学問所は、開成所など旧幕府の教育機関の流れをくむ学問所であり、頭取は向山黄村、津田真道（津田真一郎）が務め、教授陣には中村正直、外山正一、加藤弘之、杉亨二らがいた。
その後、新政府に招かれて官界に入り、1871年（明治4年）、兵部省からアメリカに派遣される。1872年（明治5年）には外交官となり、フランスの日本公使館に赴任。1874年（明治7年）に帰国後は、外務少丞、外務少書記官となる。1878年（明治11年）に再び海を渡り、ロシアの日本公使館に赴任。駐ロシア代理公使心得となる。
1882年（明治15年）に帰国した後は、宮内省に移り、宮内権大書記官兼太政官権大書記官、式部官を歴任。明治天皇の側近として通訳を担当した。
1886年（明治19年）、辻新次、古市公威らとともに、仏学会・東京仏学校（法政大学の前身の一つ）を設立し、仏学会の理事に就任した。同年、山縣有朋の計らいで内務省参事官に転進。1889年（明治22年）には、愛知県知事勅任の内命を受けていたが、赴任を前に事故により39歳の若さで急逝した。

## 栄典・授章・授賞
外国勲章佩用允許
- 1885年（明治18年）5月25日 – スウェーデン＝ノルウェー連合王国：サントラーウ第二等乙級勲章[7]

## 家族
- 父：長田歓十郎（正美・帰郷） - 砲兵差図役。1862年から蕃書調所で物産学を学び、明治維新後、『博物雑誌』第五号（1879年刊）に論文「菓菜糖蔵法」を寄稿[2]。
- 弟：長田宗之助（成島謙吉） - 成島柳北の娘婿。開成所で蘭学と物産学を学び、静岡学問所五等教授を経て内務省・農商務省に勤務[2]。パリ万国博覧会 (1878年)の御用取扱としてフランスに派遣され、フランス西部で盛んであったイワシ油漬缶詰の製法を持ち帰った[8]。著書に『有益鳥類図譜』（1893年）[2]
- 長男：長田秋濤 - フランス文学者、劇作家、翻訳家
- 娘：キヌ（1885年生） - 宮内次官関屋貞三郎の妻。女子学習院出身。[9]